# 瑪格麗塔公主 (盧森堡)
盧森堡的瑪格麗塔（法語：Margaretha de Luxembourg，1957年5月15日—），盧森堡大公若望的次女，現任大公亨利的妹妹。

## 家庭
1982年，瑪格麗塔與列支敦斯登親王法蘭茲·約瑟夫二世的第三子尼庫勞斯結婚，目前，這是在歐洲統治的兩個在位王室之間的最後一次平等婚姻。1982年結婚後，她成為列支敦士登的瑪格麗塔王妃殿下，里特貝格伯爵夫人，並承認保留了她的王家殿下（Royal Highness）尊稱。
兩人共有1子2女：
1. 瑪麗亞-安農齊亞塔（Maria-Anunciata，1985年出生）
2. 瑪麗-阿斯特里德（Marie-Astrid，1987年出生）
3. 約瑟夫-伊曼紐（Josef-Emanuel，1989年出生）